# Seconde bataille de Canton (1857)
Ne doit pas être confondu avec Bataille de Canton (mai 1841).
 (février 2015).
Si vous disposez d'ouvrages ou d'articles de référence ou si vous connaissez des sites web de qualité traitant du thème abordé ici, merci de compléter l'article en donnant les références utiles à sa vérifiabilité et en les liant à la section « Notes et références ».

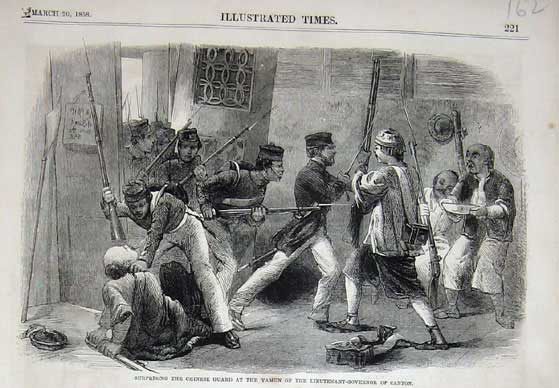
Britanniques capturant le yamen de Canton

La seconde bataille de Canton de la seconde guerre de l'opium est une bataille menée, en 1857, à Canton, en Chine, par les armées du Royaume-Uni et la France, contre celle de la dynastie Qing.
Bien que la marine royale britannique ait détruit toutes les jonques pendant l'été, l'attaque de Canton fut retardée par une mutinerie des soldats indiens. Les troupes britanniques et françaises firent une reconnaissance de la ville le 22 décembre. La bataille commença par un bombardement naval, le 28 décembre, et la capture du fort Lin, loin d'un mille dans les terres. 